# 12440 Koshigayaboshi
12440 Koshigayaboshi este un asteroid din centura principală de asteroizi.

## Descriere
12440 Koshigayaboshi este un asteroid din centura principală de asteroizi. A fost descoperit pe 11 februarie 1996 la Kitami de Kin Endate și Kazuro Watanabe. Asteroidul prezintă o orbită caracterizată de o semiaxă mare de 3,06 ua, o excentricitate de 0,04 și o înclinație de 12,1° în raport cu ecliptica.